# منتخب بلجيكا تحت 16 سنة لكرة القدم
منتخب بلجيكا تحت 16 سنة لكرة القدم هو ممثل بلجيكا في المسابقات الأوروبية التي تكون تحت سن السادسة عشر وهي فئة هذا المنتخب ويديره الاتحاد الملكي البلجيكي لكرة القدم. يعد واحد من أقوى منتخبات أوروبا في المسابقات الأوروبية.